# 24605 Tsykalyuk
24605 Tsykalyuk este un asteroid din centura principală de asteroizi.

## Descriere
24605 Tsykalyuk este un asteroid din centura principală de asteroizi. A fost descoperit pe 8 noiembrie 1975 la Observatorul de Astrofizică din Crimeea de Nikolai Cernîh. Asteroidul prezintă o orbită caracterizată de o semiaxă mare de 2,76 ua, o excentricitate de 0,18 și o înclinație de 11,7° în raport cu ecliptica.